# 新希波箭石
新希波箭石（學名：Neohibolites），又名前箭石、新箭石，是生存於中白堊紀的一屬箭石，生活在溫暖的大陸棚海域中，數量很多，以觸手獵食小動物。其化石分布於歐洲、北非、亞塞拜然、莫三比克和美國等地。

## 特徵
新希波箭石的鞘體細長呈紡錘狀，有深而圓的中穴和前部溝槽。

## 物種[2]
- Neohibolites strombecki Muller, 1896

## 大眾文化
新希波箭石在《假面騎士ZERO-ONE》中作為烏賊型怪人「ネオヒマギア」的原形。

## 外部連結
- Neohibolites in the Paleobiology Database